# موشک

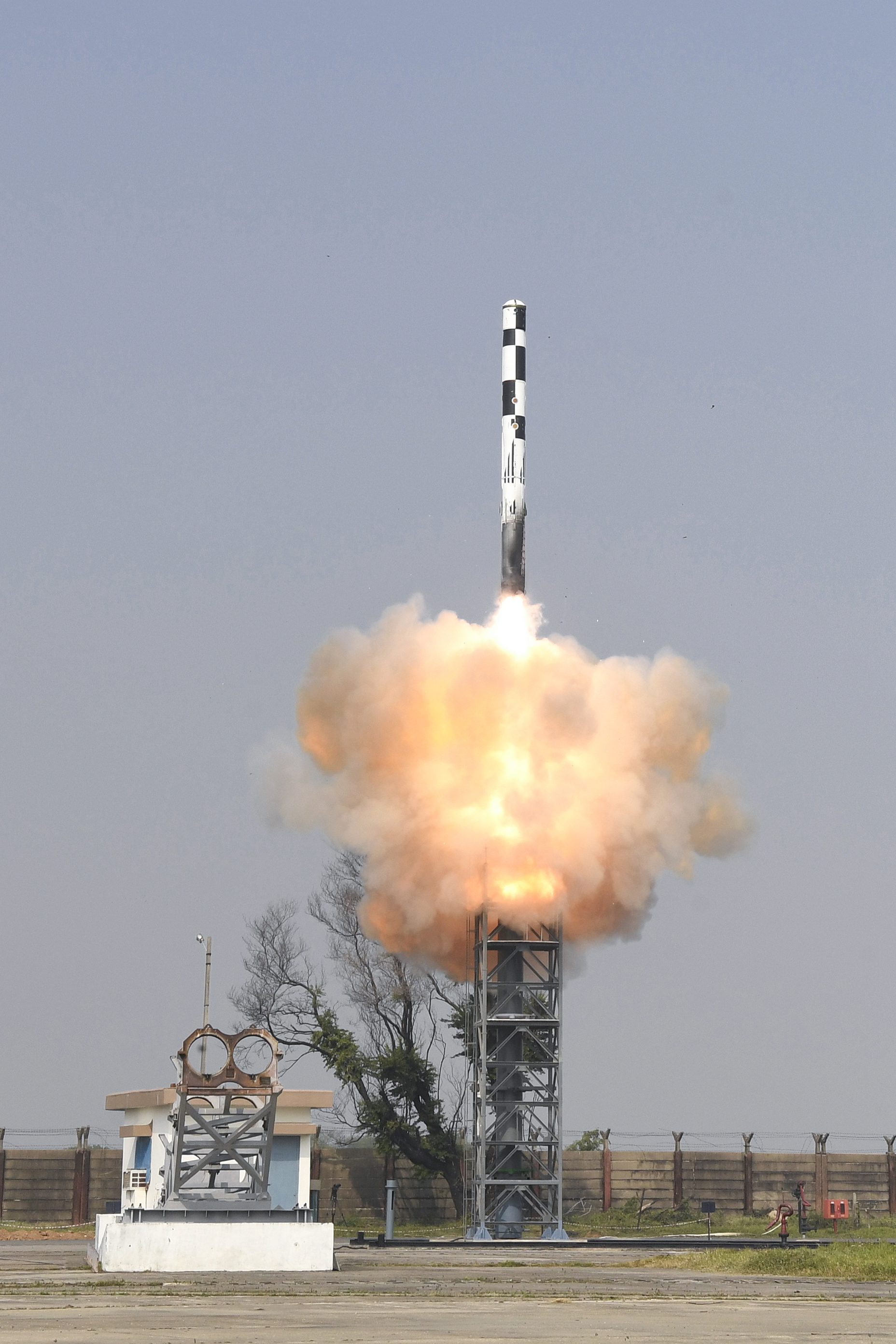
یک موشک هنگام شلیک در ۲۰۲۲ میلادی

موشَک هدایت‌شونده یا به‌طور کوتاه موشک گونه‌ای سامانه تسلیحاتی خودکششی هدایت‌شونده است. موشک‌های مدرن نخستین بار در جنگ جهانی دوم توسط آلمانی‌ها ساخته و به‌کارگرفته شدند.
موشک یگانه وسیله ایست که می توان با آن در فضای خالی از هوا مسافرت کرد.
سامانه‌های موشکی از چهار جزء اصلی تشکیل شده‌اند: سامانهٔ هدف‌گیری و هدایت، سامانهٔ پرواز، موتور و کلاهک جنگی. موشک‌ها همچنین برای کاربرد در شرایط مختلف تطبیق داده شده‌اند: سطح‌به‌سطح، هوابه‌سطح، سطح‌به‌هوا، هوابه‌هوا، و جنگ‌افزار ضدماهواره.

## تاریخچه

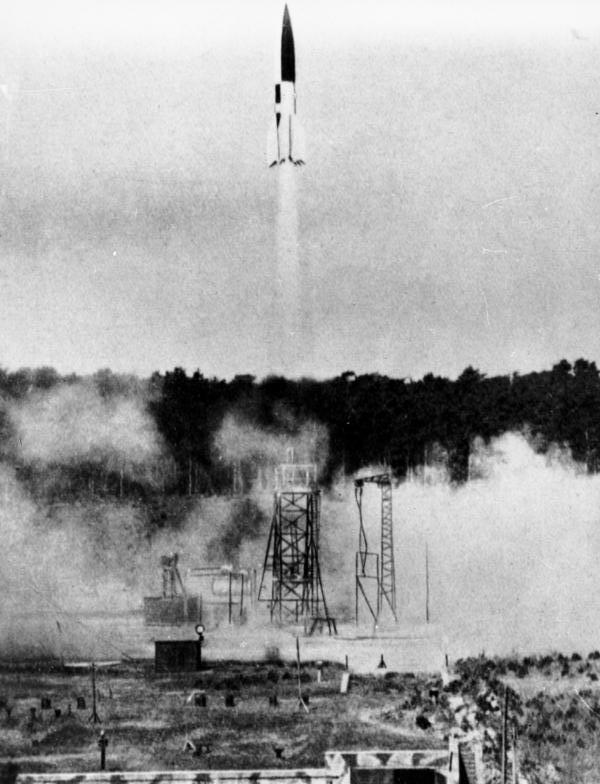
شلیک یک موشک وی-۲ در سال ۱۹۴۳ توسط آلمان‌ها. موشک وی-۲ اولین موشک بالستیک دوربرد هدایت شونده جهان بود که توسط آلمان نازی ساخته شد.

نخستین موشک‌های ساخته شده به عنوان سلاح جنگی، یک سری موشک بودند که توسط آلمان نازی در جنگ جهانی دوم ساخته شدند. مشهورترین آن‌ها وی-۱ و وی-۲ بودند که هر دوی آن‌ها از یک سامانه سادهٔ مکانیکی، و خلبان اتوماتیک استفاده می‌کردند تا موشک در مسیر از پیش تعیین شده پرواز کند. نوع کمتر شناخته شده آنان یک سری از موشک‌های ضد ناو و ضدهوایی بودند که سامانه کنترل آن‌ها رادیویی بود و توسط اپراتور کنترل می‌شد. هرچند این سامانه‌های قدیمی در جنگ جهانی دوم در تعداد کم تولید شدند.

## فناوری

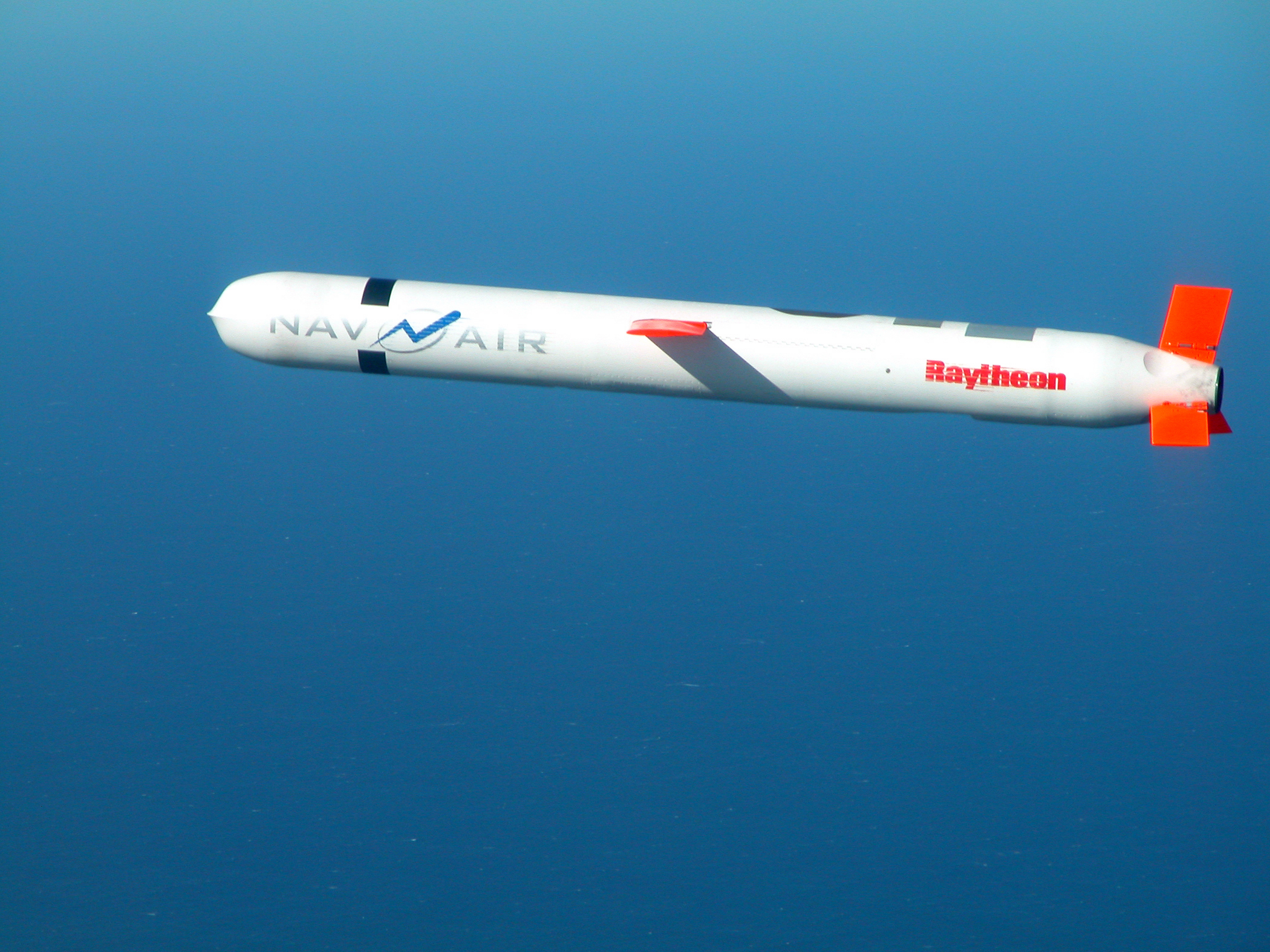
موشک کروز تاماهاوک

موشک یک سامانه تسلیحاتی است و از بخش‌های گوناگونی تشکیل می‌شود که معمولاً می‌توان آن‌ها را در موارد زیر رده‌بندی کرد:
- سامانه هدف‌گیری
- سامانه هدایت
- سامانه پرواز
- موتور
- کلاهک یا سر جنگی
- سوخت مایع یا جامد

### سامانه هدایت
سامانه‌های متنوعی برای هدایت موشک وجود دارند. عمومی‌ترین روش این است که از یک نوع پرتو استفاده شود؛ مانند فرو سرخ یا لیزر یا موج‌های رادیویی تا موشک را به طرف هدف هدایت کنند. این پرتو ممکن است از خود هدف سر چشمه گرفته باشد (مثل گرمای موتور یا موج‌های رادار دشمن) یا ممکن است از خود موشک تأمین شود (مثل رادار) یا ممکن است توسط یک شخص سومِ خودی تأمین شود (مانند رادار وسیله نقلیه پرتاب یا سکوی پرتاب، یا یک نقش دهنده لیزر که توسط پیاده‌نظام عمل می‌کند) دو تای اولی معمولاً با اصطلاح شلیک و بعد هیچ شناخته می‌شوند چون نیازی به پشتیبانی بیشتر یا کنترل شدن از وسیله نقلیه یا پلت فرم پرتاب‌کننده ندارند تا عمل کنند. روش دیگر این است که از دوربین تلویزیونی استفاده کنند که به وسیله نور مرئی یا فروسرخ می‌توانند هدف را ببینند. تصویر ممکن است توسط یک عملگر انسانی استفاده شود تا موشک را راهنمایی کند به سوی هدف یا این کار توسط یک کامپیوتر انجام شود.
خیلی از موشک‌ها از ترکیبی از دو روش بالا یا بیشتر بهره می‌گیرند تا دقت و شانس برخورد موفقیت‌آمیز به هدف را ارتقا دهند. بعضی از موشک‌ها نیز با عکس برداری‌های پیشین از مسیری که باید موشک طی کند تا به هدف برسد هدایت می‌شود به این صورت که موشک لحظه به لحظه مسیر خود را با عکس‌های هوایی گرفته شده چک می‌کند تا به هدف برسد و معمولاً نیز عکس‌های هوایی و مسیر حرکت موشک از مناطق کوهستانی انتخاب می‌شود تا عکس‌ها به راحتی قابل تشخیص برای موشک باشند

### سامانه‌های هدف‌گیری
هدفگیری فرایند انتخاب اشیا یا تأسیساتی است که قرار است توسط کلاهک جنگی ازبین برده شود. روشی برای هدف‌گیری موشک این است که به موقعیتی از قبل شناخته شده پرتاب شود، با استفاده از سامانه‌های هدایتی مثل سامانه موقعیت‌یاب جهانی یا ترکام یا آی ان اس، این سامانه هدایت، موشک را با دانستن موقعیت فعلی موشک و موقعیت هدف و سپس حساب کردن مسیر بین آن دو هدایت می‌کند. همچنین این کار می‌تواند توسط یک کاربر انسانی با دقت کمتر انجام گیرد. کاربر انسانی هدف و موشک را باید ببیند؛ که به وسیله کنترل از راه دور کابلی یا رادیویی هدایت می‌کند. یا به وسیله یک سامانه اتوماتیک که هم‌زمان موشک و هدف را ردیابی می‌کند.

### سامانه پرواز

هدایت یک موشک از طریق سامانه پرواز نوع جهت دهی رانش.

یک سامانه موشکی خواه از سامانه هدف‌گیری استفاده کند یا از سامانه هدایت یا از هر دو، به یک سامانه پرواز نیاز دارد. سامانه پرواز از داده‌های سامانه هدف‌گیری یا سامانه هدایت موشک استفاده می‌کند تا موشک را در هنگام پرواز مانور دهد و با عدم دقت در موشک مقابله کند یا هدف متحرک را دنبال کند. برای سامانه‌های پرواز، دو سامانه اصلی وجود دارد: جهت‌دهی رانش (برای موشک‌هایی که در تمام مراحل هدایت پرواز خود نیرو می‌گیرند) و مانور آیرودینامیکی (بال، باله، پیش بال و غیره).

### موتور
موشک‌ها توسط یک موتور به حرکت در می‌آیند. این موتور می‌تواند از نوع موتور راکت یا موتور جت باشد. راکت‌ها معمولاً برای راحتی در نگهداری و سرعت تولید بالا، از سوخت‌های جامد استفاده می‌کنند، هر چند برخی موشک‌های بالستیک بزرگ از راکت‌های با سوخت-مایع استفاده می‌کنند. از موتورهای جت عموماً در موشک‌های کروز استفاده می‌شود، که این موتورها نیز عمدتاً از نوع توربوجت هستند. دلیل آن نیز سادگی نسبی و کوچک بودن مساحت پیشانی (frontal area) آن است. از بین دیگر موتورهای جت، فقط از توربوفن‌ها و رم جت‌ها برای ساخت موتور موشک‌ها استفاده می‌شود، هر چند از لحاظ تئوری از هر نوع موتور جتی می‌توان استفاده کرد. موشک‌های دوربرد ممکن است دارای چندین مرحله موتور باشند، به‌خصوص در موشک‌هایی که از سطح زمین پرتاب می‌شوند. این مراحل ممکن است همه از انواع مشابه باشند یا ممکن است ترکیبی از انواع موتور را شامل شوند - به عنوان مثال، موشک‌های کروز پرتاب شونده از روی سطح زمین اغلب دارای یک تقویت کننده موشک (rocket booster) برای پرتاب و یک موتور جت برای پرواز پایدار هستند.

### کلاهک جنگی
موشک‌ها به‌طور کلی دارای یک یا چند کلاهک انفجاری هستند، اگرچه ممکن است از انواع دیگر سلاح‌ها نیز استفاده شود. کلاهک‌های موشکی قدرت تخریب اصلی آن را تأمین می‌کنند (بسیاری از موشک‌ها به دلیل انرژی جنبشی بالای سلاح و سوخت نسوخته‌ای که ممکن است روی آن باشد، قدرت تخریب ثانویه گسترده‌ای دارند). کلاهک‌های جنگی معمولاً از مواد منفجره قوی ساخته می‌شوند، و گاه برای تخریب اهداف تقویت شده، حاوی خرج‌های شکل دار هستند. سایر کلاهک‌ها شامل کلاهک‌های خوشه ای، کلاهک‌های آتش زا، کلاهک‌های هسته ای، شیمیایی، میکروبی، سلاح‌های رادیولوژیک، و نفوذکننده‌های انرژی جنبشی (KE weapon) می‌شوند. از موشک‌های بدون کلاهک اغلب برای آزمایش و آموزش استفاده می‌شود.

## طبقه‌بندی موشک‌ها
موشک‌ها به‌طور کلی بر اساس سکوی پرتاب و هدف مورد نظرشان دسته‌بندی می‌شوند. به‌طور گسترده، موشک‌ها یا سطحی (زمینی یا آبی) یا هوایی خواهند بود، و سپس بر اساس برد و نوع دقیق هدف (مانند ضد تانک یا ضد کشتی) به‌طور کوچکتر طبقه‌بندی می‌شوند. بسیاری از موشک‌ها برای پرتاب هم از سطح و هم از هوا طراحی شده‌اند و تعداد کمی از موشک‌ها نیز موجود هستند که برای حمله به اهداف سطحی یا هوایی (مانند موشک ADATS) طراحی شده‌اند. بیشتر سلاح‌ها برای پرتاب از هوا یا سطح نیاز به تغییراتی دارند، برای مثال برای پرتاب یک موشک سطحی از هوا باید به آن بوستر اضافه گردد.

#### موشک بالستیک
موشک‌های بالستیک پس از مرحله تقویت، مسیر پرتابی را دنبال می‌کنند که عمدتاً توسط علم بالستیک تعیین می‌شود. هدایت این موشک‌ها برای جبران انحرافات نسبتاً کوچکی از این مسیر از پیش تعیین شده است.

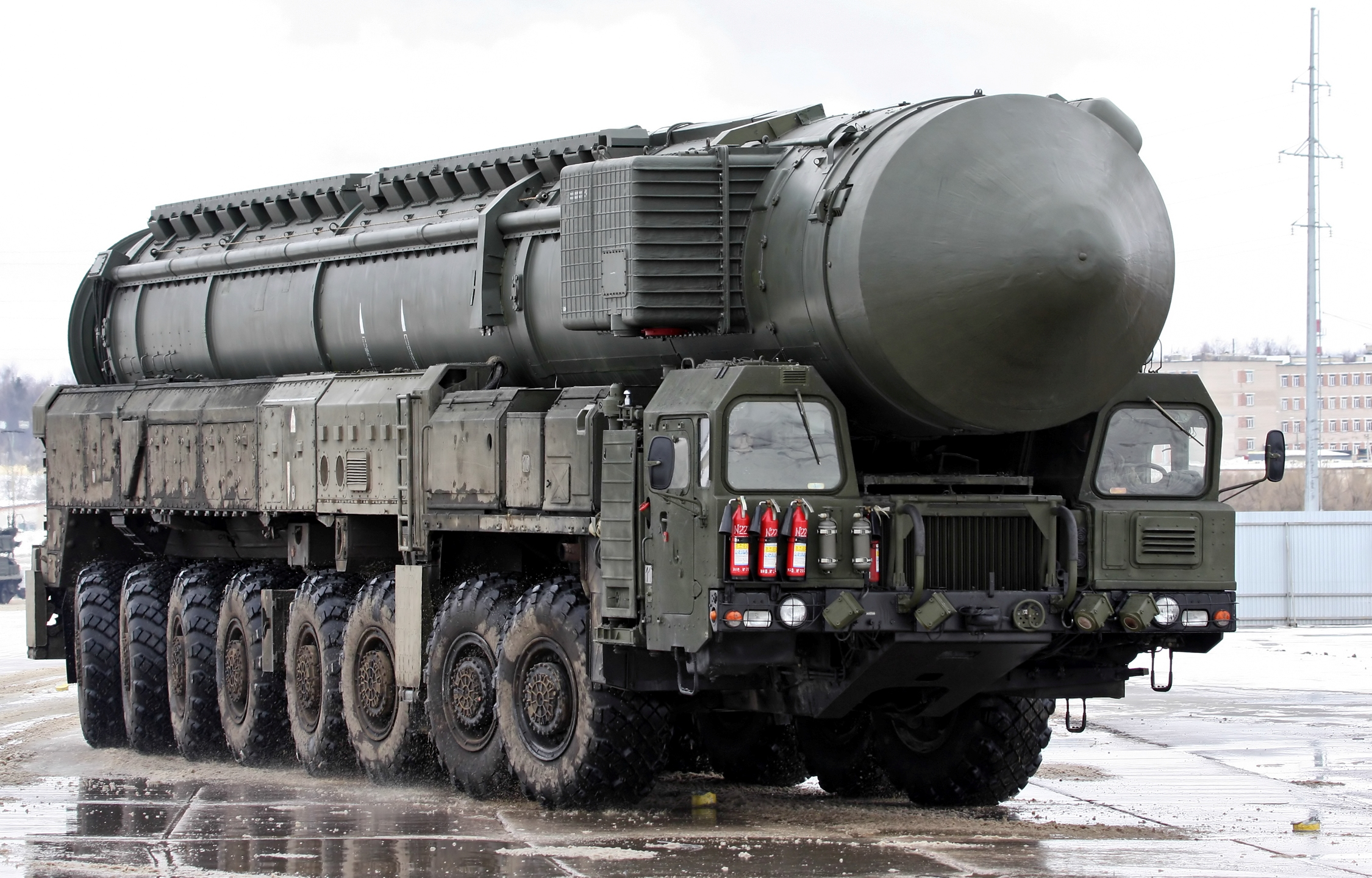
موشک بالستیک توپول ام (RT-2PM2 Topol-M) یکی از جدیدترین موشک‌های بالستیک قاره‌پیما است که توسط روسیه مستقر شد و اولین موشکی است که پس از فروپاشی اتحاد جماهیر شوروی ساخته شد. این موشک از موشک قاره‌پیمای متحرک RT-2PM Topol ساخته شده است.

موشک‌های بالستیک عمدتاً برای مأموریت‌های حمله زمینی استفاده می‌شوند. موشک‌های بالستیک معمولاً برای حمل کلاهک‌های هسته‌ای ساخته می‌شوند، هرچند موشک‌های بالستیک با کلاهک جنگی متعارف نیز در خدمت هستند. موشک V2 نشان داده بود که یک موشک بالستیک می‌تواند کلاهک جنگی را بدون امکان رهگیری به شهر مورد نظر برساند، و معرفی سلاح‌های هسته‌ای به این معنی بود که می‌تواند در زمان رسیدن به‌طور مؤثر آسیب وارد کند. دقت این سیستم‌ها نسبتاً ضعیف بود، اما مفهوم اولیه سامانه ناوبری اینرسیایی پس از جنگ جهانی دوم، توسط اکثر نیروهای نظامی تا حدی بهبود بخشیده شد که امروزه می‌توان از آن به عنوان سیستم هدایت موشک‌های بالستیک قاره‌پیما که هزاران کیلومتر پرواز می‌کنند، استفاده کرد. امروزه، موشک بالستیک تنها بازدارنده استراتژیک در اکثر نیروهای نظامی جهان محسوب می‌شود؛ با این حال، برخی از موشک‌های بالستیک برای نقش‌های متعارف، مانند اسکندر روسی یا موشک بالستیک ضد کشتی چینی DF-21D برای نقش‌های متعارف اقتباس شده‌اند. موشک‌های بالستیک عمدتاً از درون پرتابگرهای متحرک، سیلوهای موشکی، کشتی‌ها یا زیردریایی‌ها به صورت سطحی پرتاب می‌شوند و پرتاب هوایی از نظر تئوری با سلاح‌هایی مانند موشک لغو شده Skybolt امکان‌پذیر است.

در حال حاضر موشک توپول ام (Topol-M) روسی با سرعت بیشینه ۷۳۲۰ متر بر ثانیه سریعترین موشک بالستیک در خدمت در جهان است.

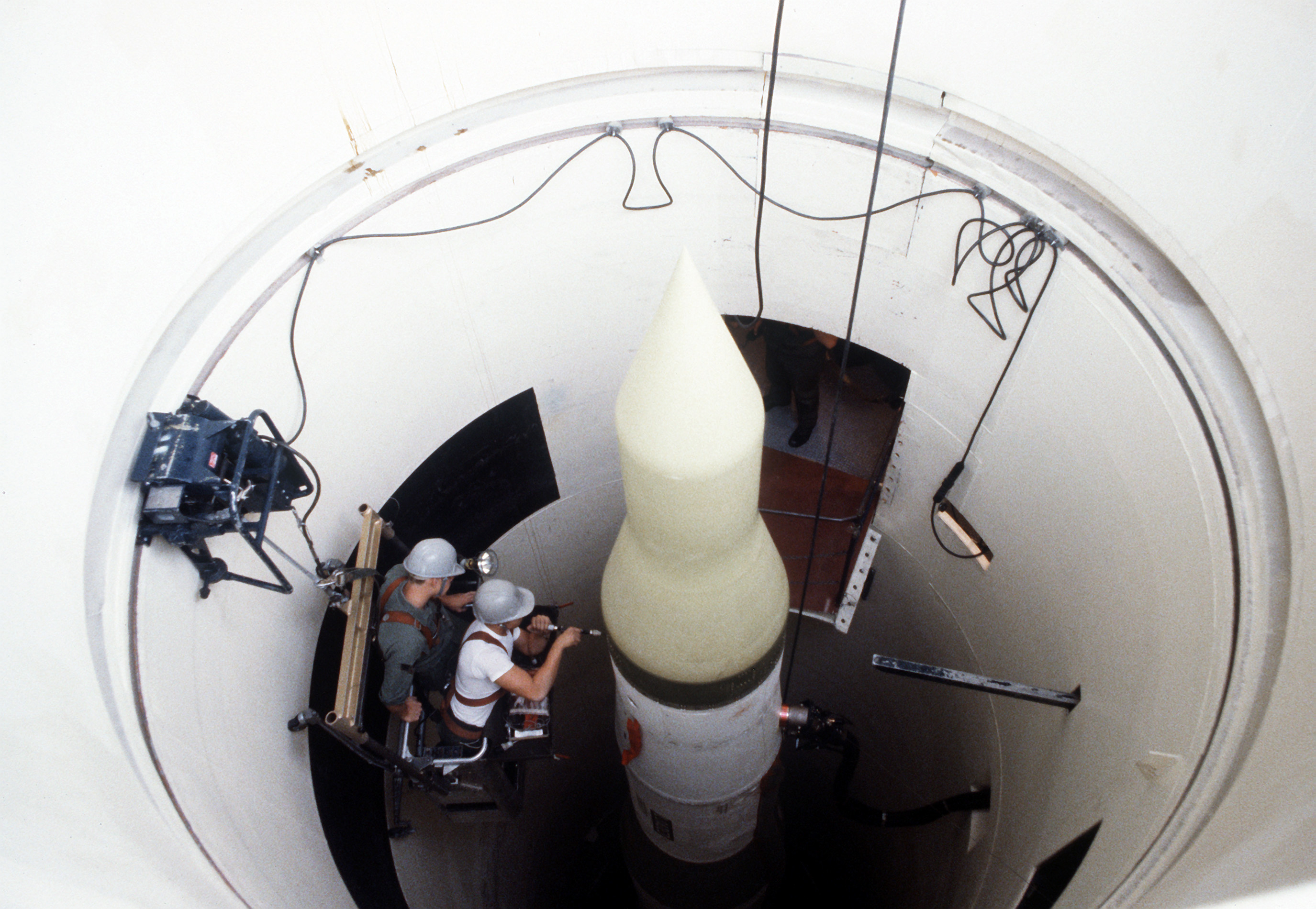
موشک Minuteman II ایالات متحده در داخل سیلوی پرتاب زیرزمینی خود.
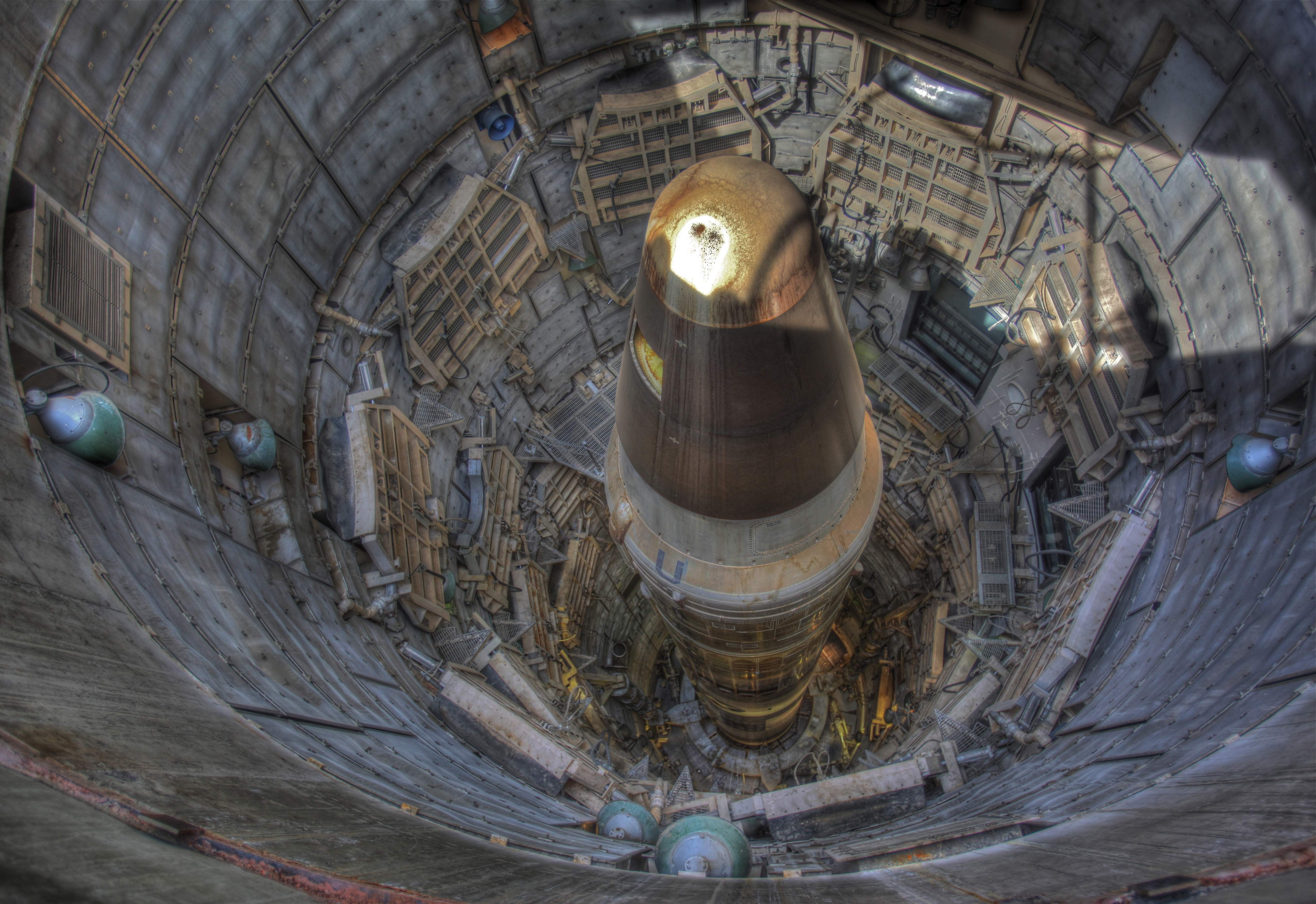
سیلوی موشک بالستیک بین قاره‌ای هسته‌ای Titan II
نمای برش خورده سیلوی زیرزمینی موشک Titan One
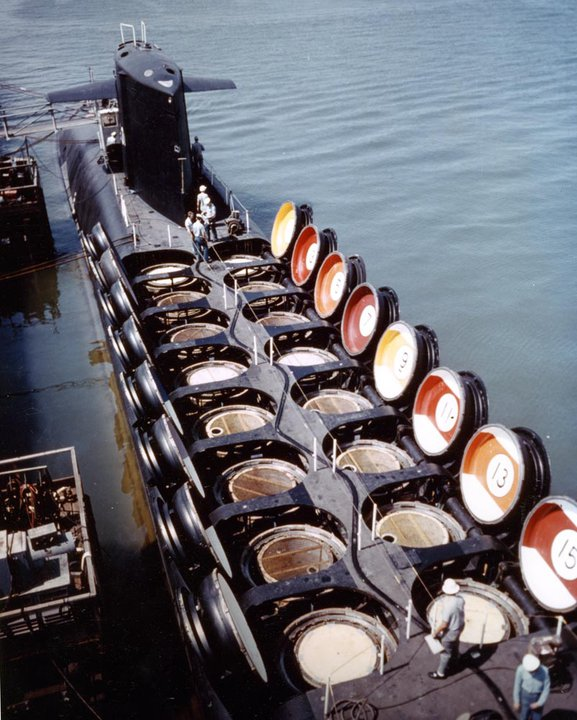
زیردریایی موشک بالستیک نوعی زیردریایی است که قادر به استقرار موشک‌های بالستیک پرتاب شونده از زیردریایی (SLBM) با کلاهک هسته‌ای است.
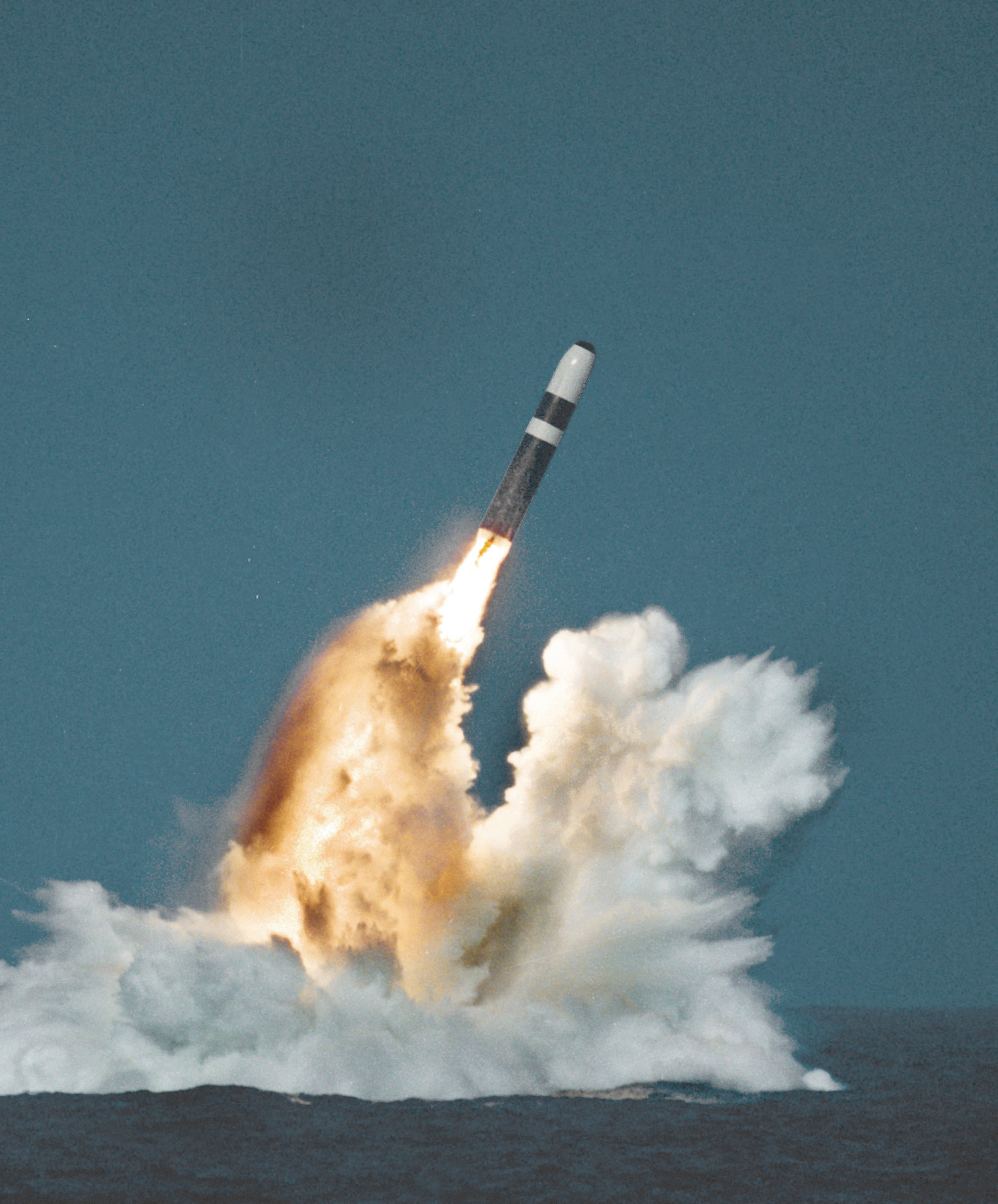
تصاویر یک موشک بالستیک بلافاصله پس از پرتاب از یک زیردریایی.

#### موشک کروز

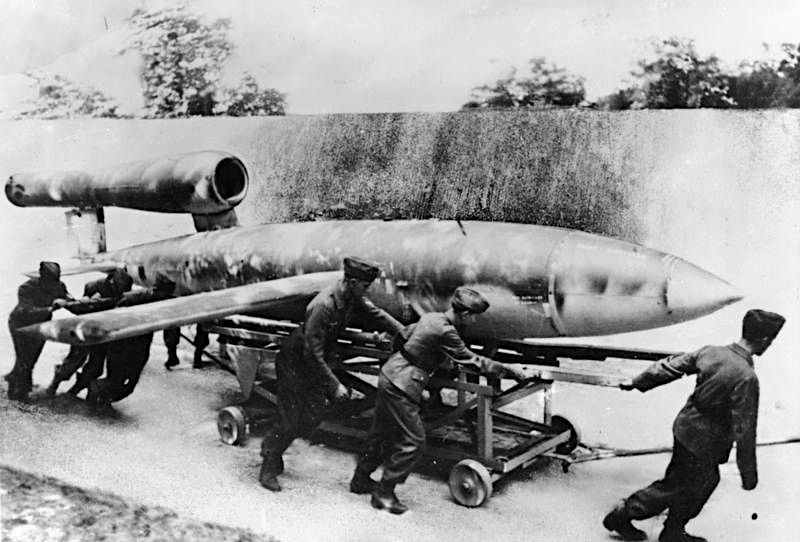
موشک کروز V1 قبل از پرتاب

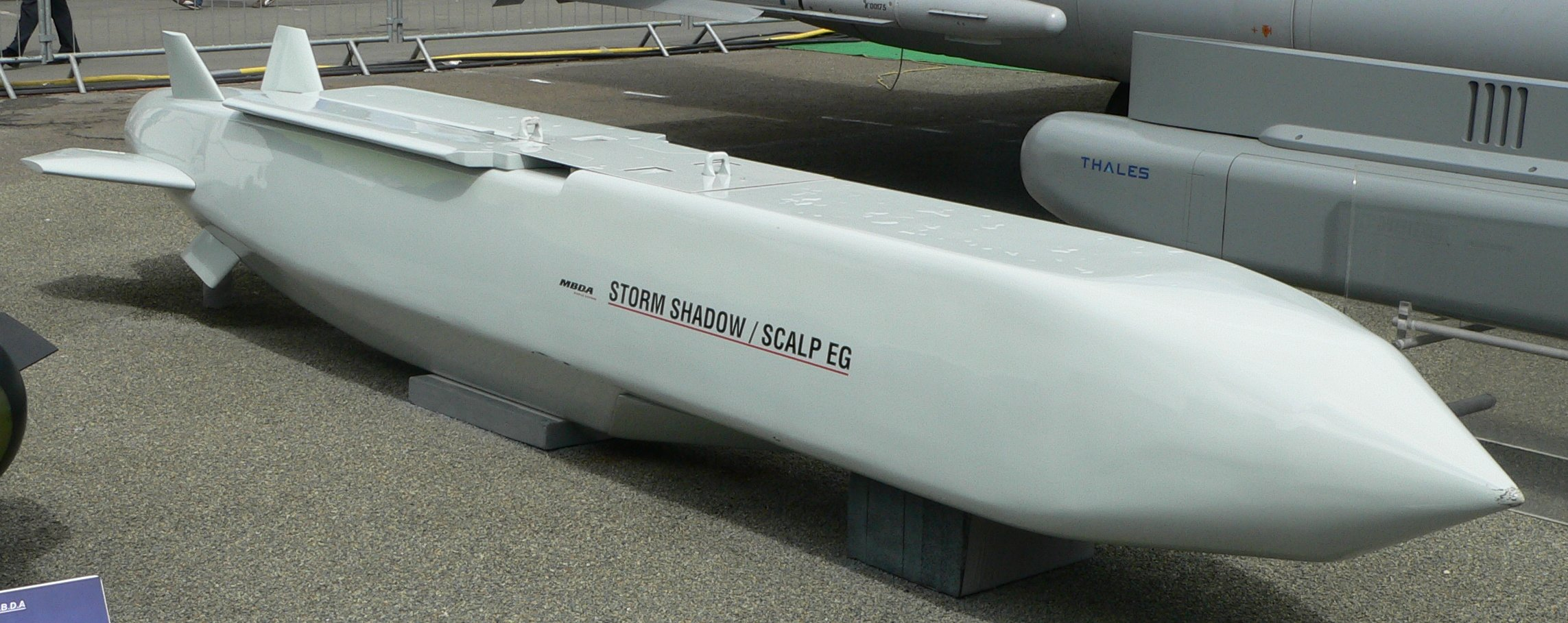
موشک Storm Shadow یک موشک کروز با قابلیت رادارگریزی انگلیسی-فرانسوی است که از سال ۱۹۹۴ توسط Matra و British Aerospace توسعه یافته و اکنون توسط MBDA ساخته می‌شود.

بمب پرنده V1 که اولین موشک کروز جهان بود در طول جنگ جهانی دوم با موفقیت رهگیری شد، اما این موضوع مفهوم موشک کروز را کاملاً بی‌فایده نکرد. پس از جنگ، ایالات متحده تعداد کمی از موشک‌های کروز مجهز به سلاح هسته‌ای را در آلمان مستقر کرد، اما این موشک‌ها مفید نبودند. ادامه تحقیقات در مورد نسخه‌های بسیار دوربردتر و سریع‌تر منجر به ساخت SM-64 Navaho توسط آمریکا و موشک‌های کروز Burya و Buran توسط شوروی شد. با این حال، این موشک‌ها تا حد زیادی توسط موشک قاره‌پیما منسوخ شدند و هیچ‌کدام به صورت عملیاتی مورد استفاده قرار نگرفتند. توسعه‌های کوتاه‌برد به‌عنوان سامانه‌های تهاجمی بسیار دقیق، مانند موشک آمریکایی تاماهاوک و موشک روسی Kh-55، به‌طور گسترده مورد استفاده قرار گرفته‌اند. موشک‌های کروز به‌طور کلی به سلاح‌های زیرصوت یا مافوق صوت تقسیم می‌شوند - شکار موشک‌های کروز مافوق صوتی مانند براهموس (هند، روسیه) در آسمان دشوار است، اما مزیت موشک‌های کروز زیرصوت سبک‌تر و ازران‌تر بودن آنهاست که امکان شلیک بیشتر آنها را فراهم می‌کند.
موشک‌های کروز عموماً با عملیات‌های حمله زمینی مرتبط هستند، اما نقش مهمی به عنوان سلاح‌های ضد کشتی نیز دارند. آنها عمدتاً از هوا، دریا یا سکوهای زیردریایی در هر دو نقش پرتاب می‌شوند، اگرچه پرتابگرهای زمینی نیز وجود دارند.

#### موشک ضدکشتی و ضد زیردریایی

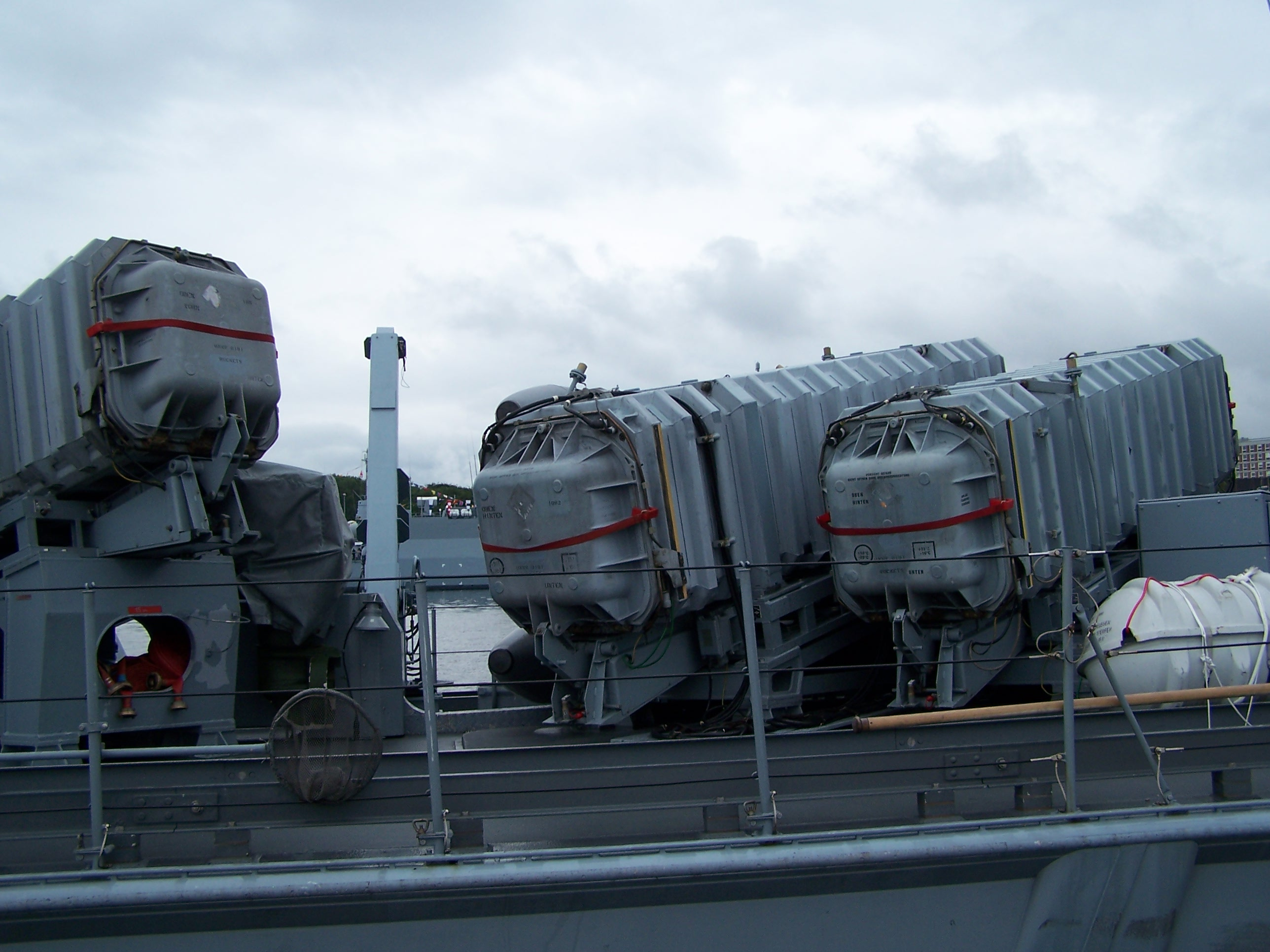
موشک MM38 اگزوسه روی عرشه ناو حمله سریع کلاس Gepard Nerz نوع 143A متعلق به نیروی دریایی آلمان

یکی دیگر از پروژه‌های بزرگ توسعه موشکی آلمان، موشک‌های کلاس ضد کشتی بود (مانند فریتس ایکس و هنشل ۲۹۳) که برای جلوگیری از هرگونه تلاش برای تهاجم بین کانالی طراحی شده بود. با این حال، انگلیسی‌ها توانستند این سیستم‌ها را با پارازیت کردن ردیاب‌های رادیویی بی‌استفاده کنند و موشک‌های دارای هدایت سیمی آلمان‌ها نیز تا قبل از عملیات D-day آماده نشده بودند. پس از جنگ، کلاس ضد کشتی به آرامی توسعه یافت و در دهه ۱۹۶۰ با معرفی موشک‌های کروز با موتور جت یا راکتی که به نام «sea-skimmers» شناخته می‌شوند، به کلاس اصلی تبدیل شد. این موشک‌ها در طول جنگ فالکلند معروف شدند، زمانی که یک موشک اگزوسه آرژانتین یک ناوشکن نیروی دریایی بریتانیا را از کار انداخت.
تعدادی موشک ضد زیردریایی نیز وجود دارد؛ این سیستم‌ها معمولاً از موشک برای رساندن سیستم تسلیحاتی دیگری مانند اژدر یا خرج عمقی به محل زیردریایی استفاده می‌کنند، در این مرحله سلاحِ دیگر، مرحله زیر آب از مأموریت را انجام می‌دهد.

#### موشک ضدتانک

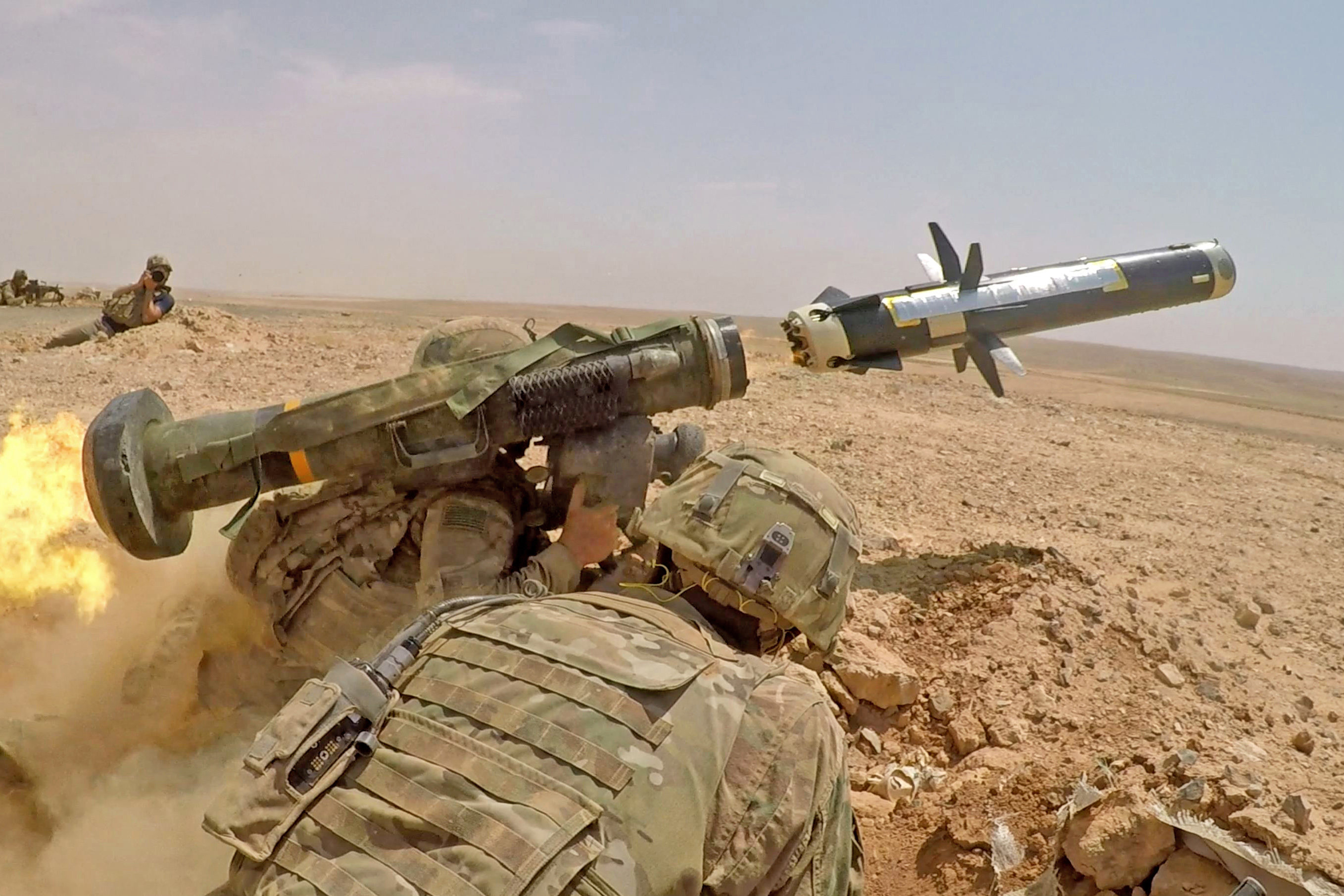
موشک Javelin یک سامانه موشکی ضد تانک قابل حمل ساخت آمریکا است که از سال ۱۹۹۶ در خدمت بوده و به‌طور مداوم ارتقا یافته است.

در پایان جنگ جهانی دوم، همه نیروها به‌طور گسترده راکت‌های هدایت نشده را با استفاده از کلاهک‌های ضد تانک با قابلیت انفجار قوی به عنوان سلاح اصلی ضد تانک خود معرفی کردند. با این حال، این راکت‌ها برد مفید محدودی در حدود ۱۰۰ متر داشتند و آلمانی‌ها به دنبال گسترش این برد با استفاده از موشک با استفاده از هدایت سیمی بودند (موشک X-7). پس از جنگ، این سیستم در اواخر دهه ۱۹۵۰ به کلاس طراحی اصلی تبدیل شد و تا دهه ۱۹۶۰ عملاً به عنوان تنها سیستم ضدتانک غیر تانکی در استفاده عمومی تبدیل شد. در طول جنگ یوم کیپور سال ۱۹۷۳ بین اسرائیل و مصر، موشک ضد تانک قابل حمل توسط انسان ۹کی۱۱ مالیوتکا (معروف به "Sagger") در برابر تانک‌های اسرائیلی بسیار کارآمد ظاهر شدند. در حالی که سایر سیستم‌های هدایت آزمایش شده‌اند، قابلیت اطمینان ساده هدایت سیمی به این معنی است که این روش، روش اصلی کنترل موشک‌های ضد تانک در آینده نزدیک باقی خواهد ماند. موشک‌های ضد تانک را می‌توان از هواپیما، وسایل نقلیه و در مورد سلاح‌های کوچکتر توسط نیروهای زمینی پرتاب کرد.

### موشک‌های سطح به هوا و زیر سطح به هوا

#### موشک ضدهوایی

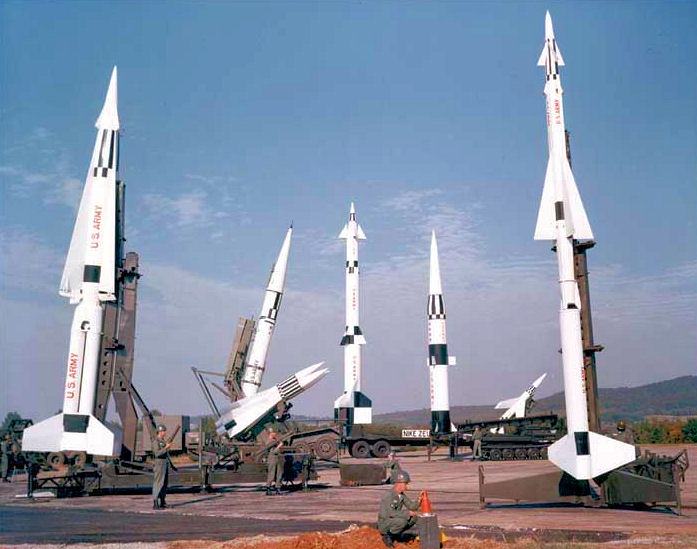
خانواده موشک‌های نایکی و موشک‌های ضدهوایی دیگر که در رداستون آرسنال، آلاباما به نمایش گذاشته شده است.

تا سال ۱۹۴۴، نیروهای هوایی ایالات متحده و بریتانیا ناوگان هوایی عظیمی را بر فراز اروپای اشغالی اعزام کردند و فشار بر نیروهای جنگنده شبانه‌روزی لوفت‌وافه را افزایش دادند. آلمانی‌ها مشتاق بودند که نوعی سیستم ضدهوایی مفید زمینی را به کار گیرند. چندین سیستم در حال توسعه بودند، اما هیچ‌کدام قبل از پایان جنگ به وضعیت عملیاتی نرسیده بودند. نیروی دریایی ایالات متحده نیز تحقیقات موشکی را برای مقابله با تهدید کامی‌کازه آغاز کرد. در سال ۱۹۵۰، سیستم‌های مبتنی بر این تحقیقات اولیه شروع به خدمت عملیاتی کردند، از جمله MIM-3 Nike Ajax ارتش ایالات متحده و "3T" نیروی دریایی آمریکا (Talos, Terrier, Tartar) که خیلی زود توسط S-25 Berkut شوروی و S-75 Dvina فرانسوی و بریتانیایی دنبال شد. سلاح‌های ضدهوایی تقریباً برای هر سکوی پرتاب ممکن وجود دارد، از سیستم‌های پرتاب سطحی و پرتابگرهای عظیم تا خودکششی یا سوار بر کشتی و سیستم‌های قابل حمل توسط انسان. موشک‌های زیرزمینی معمولاً از زیر آب پرتاب می‌شوند (معمولاً از زیردریایی‌ها).

#### موشک ضد بالستیک

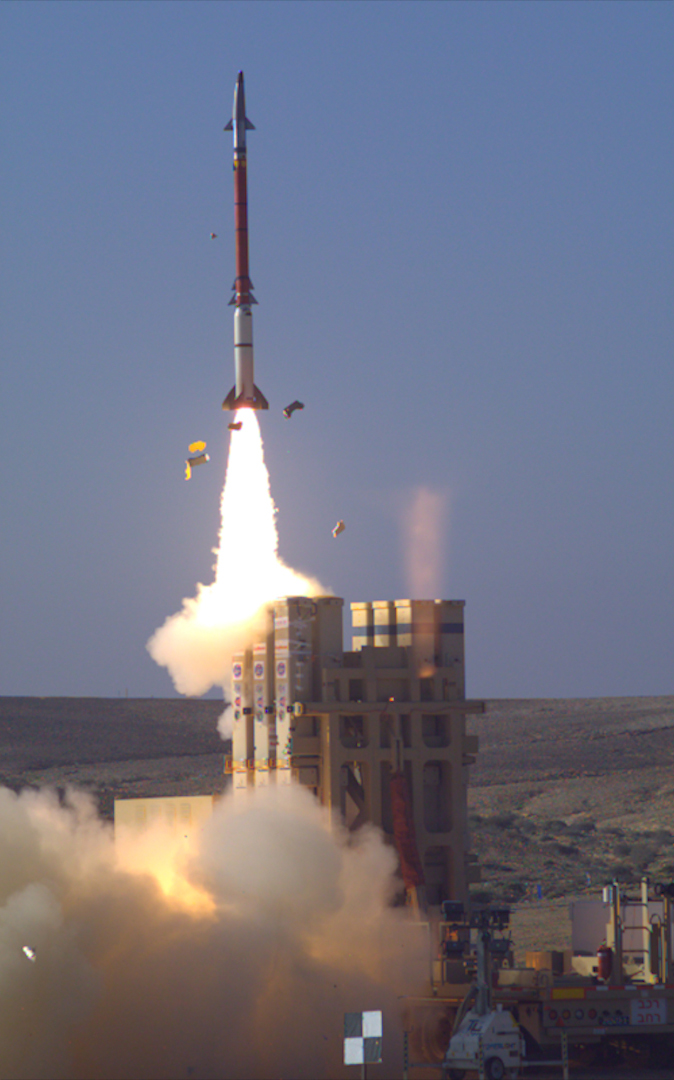
موشک فلاخن داوود اسرائیلی که برای رهگیری موشک‌های بالستیک تاکتیکی طراحی شده است.

موشک ضد بالستیک (ABM) یک موشک زمین به هوا است که برای مقابله با موشک‌های بالستیک (دفاع موشکی) طراحی شده است. موشک‌های بالستیک برای حمل کلاهک‌های هسته‌ای، شیمیایی، بیولوژیکی یا متعارف در مسیر پرواز بالستیک استفاده می‌شود. اصطلاح «موشک ضد بالستیک» یک اصطلاح عمومی است که سیستمی را برای رهگیری و نابودی هر نوع تهدید بالستیک طراحی کرده است. با این حال، معمولاً از اصطلاح «موشک ضد بالستیک» برای سیستم‌هایی که به‌طور خاص برای مقابله با موشک‌های بالستیک قاره‌پیما (ICBM) طراحی شده‌اند، استفاده می‌شود.
مانند اکثر موشک‌ها، اس-۳۰۰ و اس-۴۰۰، پدافند هوایی پیشرفته و ام‌آی‌ام-۱۰۴ پاتریوت برای دفاع در برابر موشک‌های کوتاه برد و حمل کلاهک‌های انفجاری هستند.

### هوا به هوا

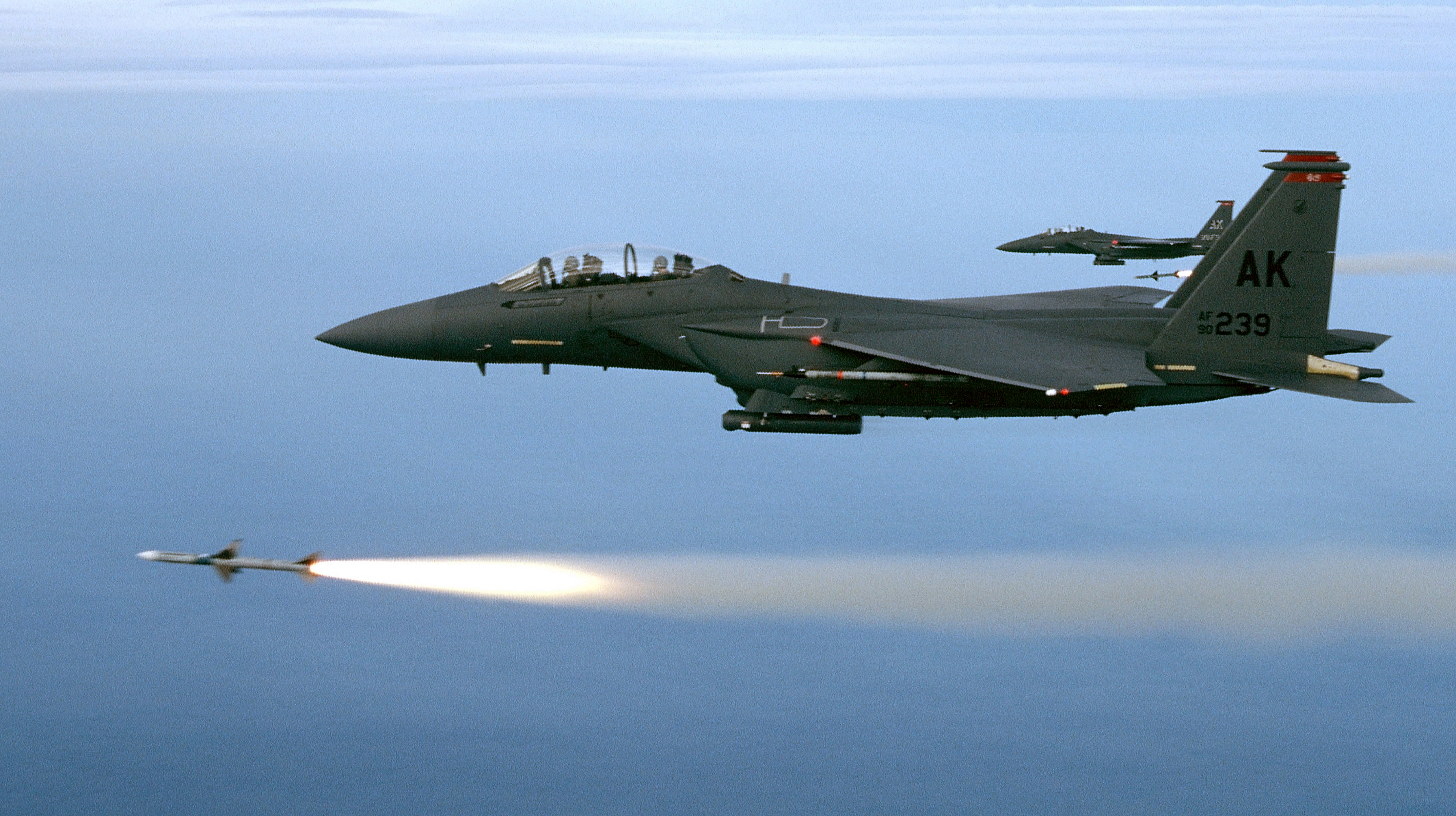
شلیک موشک هوابه هوای AIM-120 AMRAAM توسط جنگنده F-15

موشک هوابه‌هوا (AAM) موشکی است که از یک هواپیما به منظور انهدام هواپیمای دیگر شلیک می‌شود. موشک‌های هوابه‌هوا معمولاً توسط یک یا چند موتور موشک، معمولاً با سوخت جامد، و گاهی با سوخت مایع، تغذیه می‌شوند. موتورهای رم جت، همان‌طور که در موشک Meteor استفاده می‌شود، به عنوان نیروی محرکه‌ای در حال ظهور هستند که موشک‌های میان‌برد آینده را قادر می‌سازد تا سرعت متوسط بالاتری را در سراسر پوشش درگیری خود حفظ کنند.
موشک‌های هوا به هوا به‌طور کلی در دو گروه قرار می‌گیرند. موشک‌هایی که برای درگیری با هواپیماهای متخاصم در بردهای کمتر از ۳۰ کیلومتر طراحی شده‌اند، به عنوان موشک‌های کوتاه‌برد یا «در برد بصری» (SRAAMs یا WVRAAMs) شناخته می‌شوند و گاهی موشک‌های «داگ‌فایت» نامیده می‌شوند، زیرا برای بهینه‌سازی چابکی آنها طراحی شده‌اند تا برد. اکثر آنها از هدایت مادون قرمز استفاده می‌کنند و موشک‌های جستجوگر حرارت نامیده می‌شوند. در مقابل، موشک‌های میان‌برد یا دوربرد (MRAAMs یا LRAAMs)، که هر دو در رده موشک‌های فراتر از برد بصری (BVRAAMs) قرار می‌گیرند، تمایل دارند بر هدایت راداری تکیه کنند، که اشکال بسیاری وجود دارد. برخی از موشک‌های مدرن از هدایت اینرسیایی یا «به‌روزرسانی‌های اواسط دوره» استفاده می‌کنند تا موشک را به اندازه‌ای نزدیک کنند که از یک سنسور هومینگ فعال استفاده کند. مفاهیم موشک‌های هوا به هوا و موشک‌های زمین به هوا بسیار نزدیک به هم هستند و در برخی موارد ممکن است از نسخه‌های یک سلاح برای هر دو نقش استفاده شود، مانند موشک‌های ASRAAM و Sea Ceptor.

### موشک ضد ماهواره

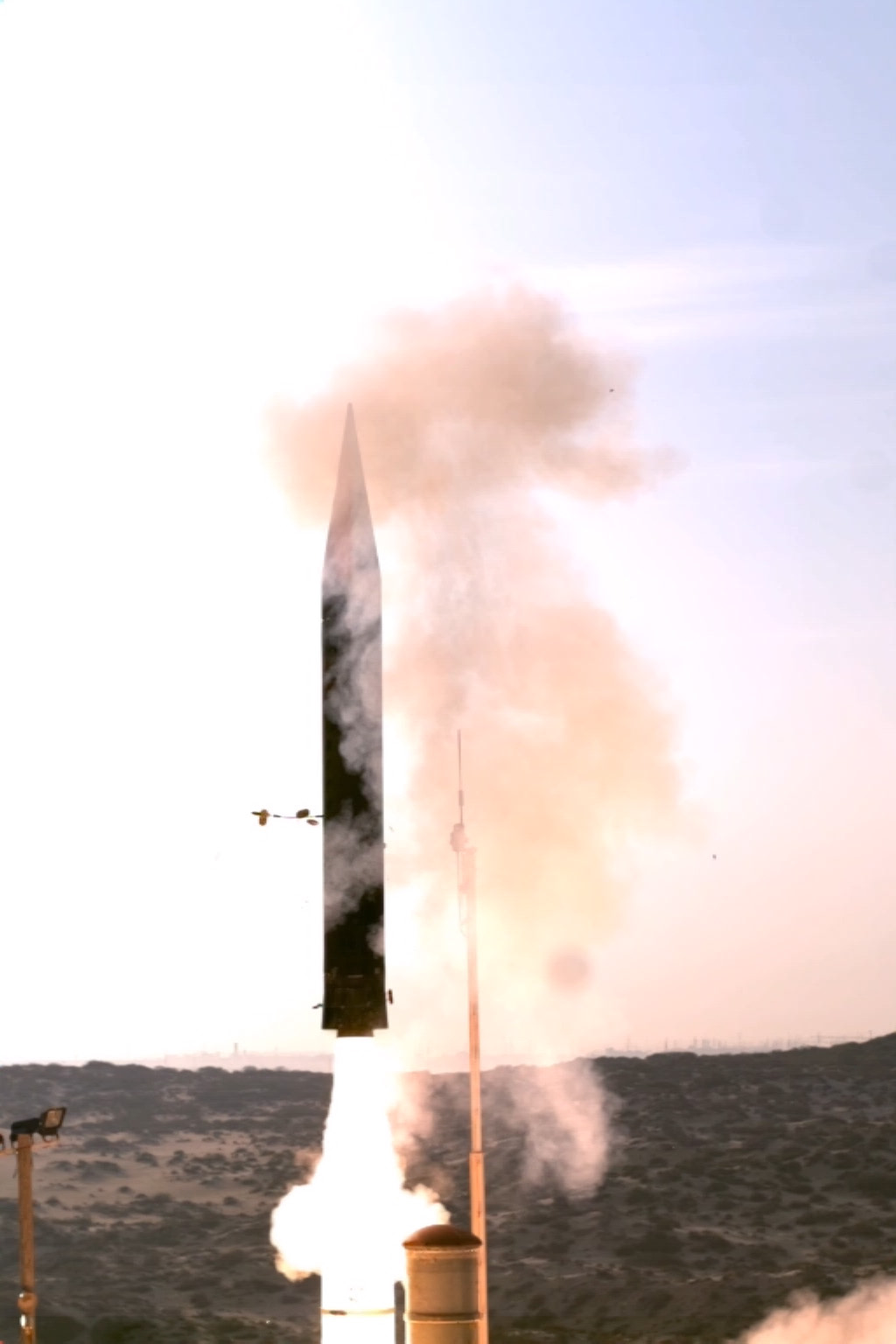
موشک اسرئیلی Arrow 3 یا Hetz 3 یک موشک ضد بالستیک است که در حال حاضر در خدمت است. این موشک امکان رهگیری موشک‌های بالستیک را در اتمسفر بیرونی فراهم می‌کند. برخی کارشناسان معتقدند که این موشک می‌تواند به عنوان موشک ضدماهواره نیز عمل کند.

سلاح‌های ضدماهواره (ASAT) سلاح‌های فضایی هستند که برای از کار انداختن یا نابود کردن ماهواره‌ها برای اهداف استراتژیک یا تاکتیکی طراحی شده‌اند. چندین کشور دارای سیستم‌های عملیاتی ASAT هستند. اگرچه هنوز هیچ سیستم ASAT در جنگ مورد استفاده قرار نگرفته است، اما چند کشور (چین، هند، روسیه و ایالات متحده) با موفقیت ماهواره‌های خود را ساقط کردند تا قابلیت‌های ASAT خود را در نمایش قدرت نشان دهند. سلاح‌های ضدماهواره همچنین برای حذف ماهواره‌های از کار افتاده استفاده شده است.

## تفاوت موشک و سایر پرتابه‌ها

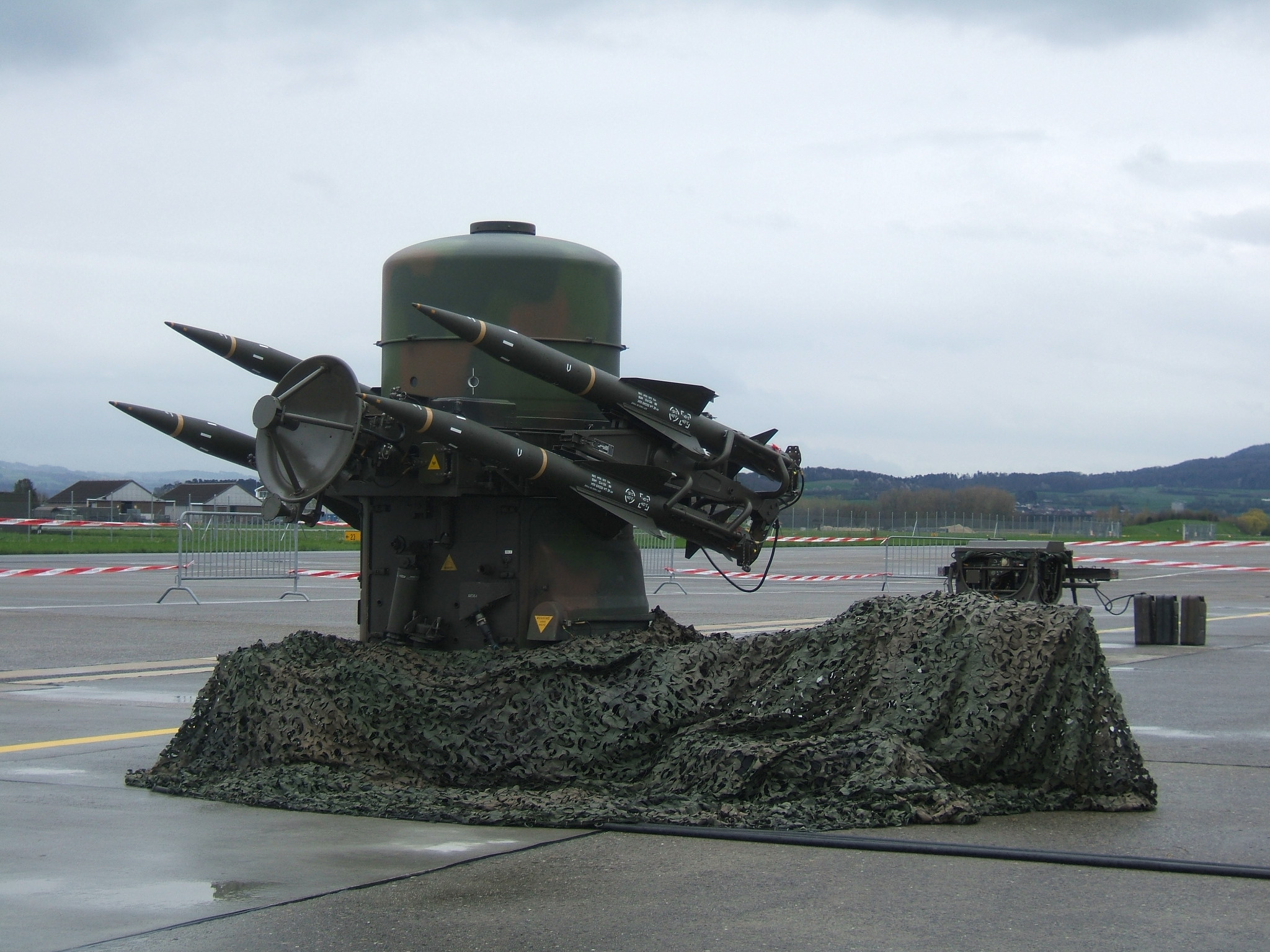
موشک ضدهوایی کوتاه‌برد راپیر

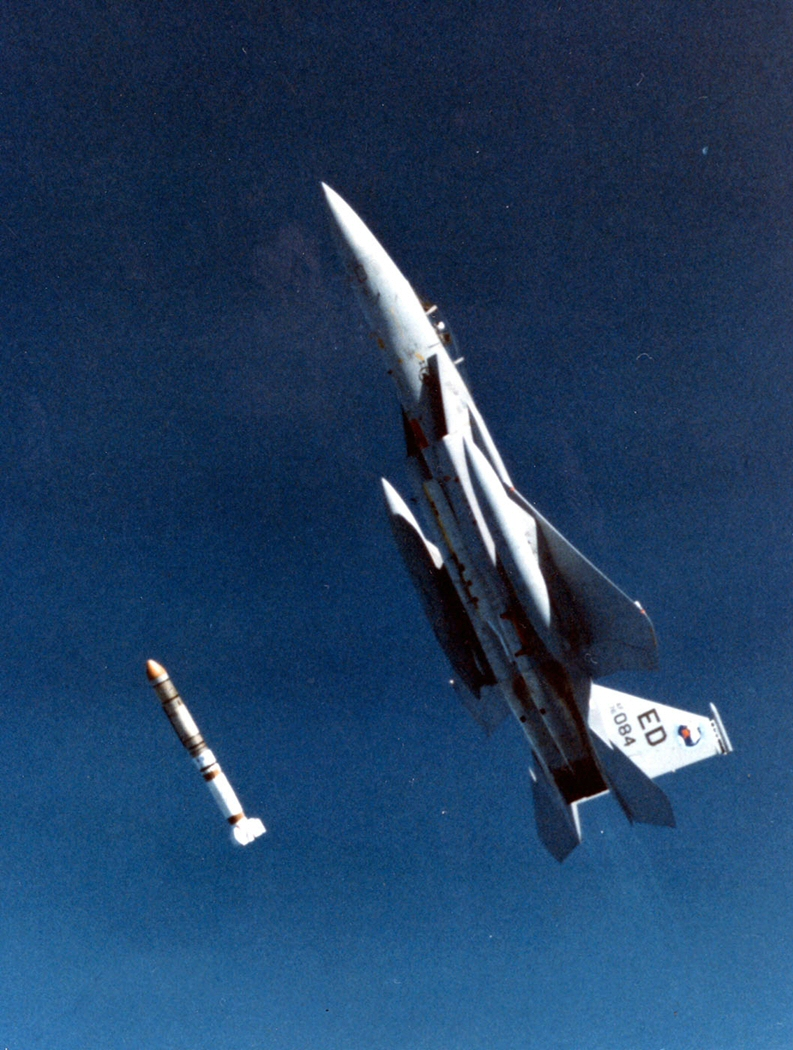
شلیک موشک ضدماهواره از جنگنده آمریکایی اف-۱۵

مهماتی که به سوی هدفی شلیک می‌شوند به انواع گوناگونی تقسیم می‌شوند:
- مهماتی که نیروی حرکت خود را از خود می‌گیرد، مهمات هدایت شونده که در هوا یا فضا سفر می‌کند موشک هدایت‌شونده (به اختصار «موشک») نامیده می‌شود.
- مهماتی که نیروی حرکت خود را از خود می‌گیرد، و هدایت‌شونده نیست با نام «راکت» شناخته می‌شوند.
- مهماتی که از داخل یک سلاح دارای لوله (مثل تفنگ یا توپ) شلیک می‌شوند به نام فشنگ یا گلوله شناخته می‌شوند. البته موشک‌هایی نیز وجود دارند که برای شلیک از داخل لوله سازگار شده‌اند (مثل تانک‌های روسی و اسرائیلی که موشک‌های هدایت‌شونده شلیک می‌کنند)
- مهماتی که نیروی حرکت خود را تأمین نمی‌کند و از داخل سلاح (مثل توپ و تفنگ) هم شلیک نمی‌شوند بمب هستند. بمب‌های بسیار کوچک معمولاً به نارنجک معروف هستند. چه هدایت‌شونده باشند یا نباشند؛ ولی اگر هدایت شده باشند به نام بمب هدایت شونده شناخته می‌شوند.
- مهماتی که نیروی حرکت خود را از خود می‌گیرد و در آب حرکت می‌کنند به نام اژدر شناخته می‌شوند (در گذشته اژدرهای ثابت هم وجود داشتند که اکنون با نام مین (مین دریایی) شناخته می‌شوند).